# Stadio Corregidora
Lo Stadio Corregidora (spagnolo: Estadio Corregidora) è uno stadio calcistico situato nella periferia della città di Santiago de Querétaro, nello stato di Querétaro, in Messico.
Lo stadio è utilizzato principalmente per il calcio, in modo particolare dal Querétaro FC. Ha ospitati varie partite internazionali, tra le quali alcuni match del campionato del mondo del 1986 e del campionato del mondo Under-17 del 2011.
L'impianto, costruito nel 1985 attraverso una collaborazione messicano-tedesca, è considerato tra i più belli e sicuri del paese, poiché è interamente evacuabile in sette minuti.
È stato scelto da numerosi artisti per i loro concerti, tra cui Rod Stewart, Miguel Bosé e Shakira.

## Partite dei Mondiali 1986
- Uruguay -  Germania Ovest 1-1 (Gruppo E) il 4 giugno
- Germania Ovest -  Scozia 2-1 (Gruppo E) l'8 giugno
- Danimarca -  Germania Ovest 2-0 (Gruppo E) il 13 giugno
- Danimarca -  Spagna 1-5 (Ottavi di Finale) il 18 giugno